# Allen Payne
Allen Payne (nacido en Harlem, Nueva York, el 7 de julio de 1968) es un actor estadounidense.

## Vida y carrera
El afroamericano Allen Payne es el mayor de los dos hijos de Allen Roberts y Barbara Reeves. Durante su niñez él estuvo rodeado de pobreza y bandas criminales, por lo que sus padres le sacaron del entorno y se encargaron de que aprendiese teatro en un centro juvenil, cosa que cambió su vida.
Cuando Allen se hizo mayor, primero estudió danza pero luego decidió ser actor e hizo su debut como actor al lado de Troy Beyer en la película Tejados de la muerte del año 1989. En la película New Jack City (1991), protagonizó junto a Wesley Snipes y Ice-T, uno de sus mayores papeles. Gracias a su papel en esa película, Allen ganó notoriedad. En la película Jason´s Lyric (1994) asumió el papel principal de un hombre que quiere ayudar a su novia Lyric (Jada Pinkett Smith) a superar un trauma infantil. Siguieron otras apariciones importantes, como la película de guerra producida para la televisión Escuadrón de combate 232 del año 1995 (junto a Laurence Fishburne y Cuba Gooding junior), así como Más caro que los rubíes del año 1998 (junto a Renée Zellweger).
En el año 2002, Payne ganó la nominación al Black Reel Award por su papel en la película criminal Blue Hill Avenue (2001). También protagonizó uno de los papeles principales en el drama de deporte Playas Ball (2003). Más tarde, apareció en Tyler Perry's House of Payne (2006–2012).

## Filmografía

### Películas
- 1989: Rooftops – Tejados de la Muerte (Rooftops)
- 1991: New Jack City
- 1993: CB4
- 1994: Jason's Lyric
- 1995: Un vampiro suelto en Brooklyn (Wes Craven’s Vampire in Brooklyn)
- 1995: The Walking Dead
- 1995: Escuadrón de combate 332 (The Tuskegee Airmen)
- 1998: Más caros que los rubíes (A Price Above Rubies)
- 1999: Double Platinum
- 2000: La tormenta perfecta (The Perfect Storm)
- 2001: 30 años a cadena perpetua (30 Years to Life)
- 2001: Blue Hill Avenue
- 2003: Men Cry in the Dark
- 2003: Playas Ball
- 2006: Crossover
- 2024: Outlaw Posse[5]

### Series
- 1990–1992: The Cosby Show (10 episodios)
- 2006–2012: Tyler Perry's House of Payne (202 episodios)
- 2018–2018: The Paynes (18 episodios)

## Premios
- 2002: Nominación para el Black Reel Award